# Waldemar Gurian
Pour les articles homonymes, voir Gurian.
Waldemar Gurian, né le 13 février 1902 à Saint-Pétersbourg en Russie, mort le 26 mai 1954 à South Haven (Michigan) aux États-Unis, est un professeur de science politique de l'université Notre-Dame.

## Parcours
D'origine arménien-juive, Waldemar Gurian se convertit au catholicisme. Ses premiers travaux portent sur les mouvements de jeunesse dans la République de Weimar naissante. Alors qu'il réside en Allemagne, il condamne de façon virulente le national-socialisme et s'exile en 1934 en Suisse. Il y fonde la revue Deutsche Briefe, dans laquelle il se dresse contre la politique religieuse du national-socialisme. Il tente de freiner l'ascension de Carl Schmitt comme juriste officiel du Troisième Reich, tout en critiquant fermement l'attitude des évêques allemands. Il émigre en 1937 pour les États-Unis puis, deux ans plus tard, fonde The Review of Politics, consacrée à la théorie politique.
Waldemar Gurian forge le concept d’« idéocratie » concernant les régimes soviétique et nazi, qui partagent selon lui la caractéristique d'être guidés et organisés par des ambitions utopiques. Il analyse le totalitarisme en tant que « religion politique », en particulier du fait de son messianisme.
Il est, notamment, l'ami de Jacques Maritain, avec pour point commun d'être comme lui un universitaire d'obédience chrétienne.

## Principales publications
- (de) Waldemar  Gurian.  — Die  politischen  und  sozialen  Ideen des  franzoesischen  Katholizismus, 1789-1914. Muenchen-Gladbach, Volksverein  GmbH, 1929.  In-8 %  xvi-418  pages.
- (de) Der Integrale Nationalismus in Frankreich: Charles Maurras und die Action Française, 1931.
- (en) Bolshevism: Theory and Practice, New York, Macmillan, 1932.
- (en) Hitler and the Christians. Studies in Fascism: Ideology and Practice, AMS Press, 1936, 175 p.
- (en) The Future of Bolshevism, Sheed & Ward, 1936, 125 p.
- (en) The Rise and Decline of Marxism, Oates & Washbourne, 1938, 184 p.
- (en) Russia and the Peace, 1945.
- (en) Soviet Russia: A University of Notre Dame Symposium, University of Notre Dame, 1950.
- (en) « The Development of the Soviet Regime: From Lenin to Stalin », in Waldemar Gurian (éd.), The Soviet Union: Background, Ideology, Reality, University of Notre Dame Press, 1951.
- (en) Bolshevism: An Introduction to Soviet Communism, University of Notre Dame Press, 1952.
- (en) (éd.), Soviet Imperialism: Its Origins and Tactics, a Symposium, University of Notre Dame Press, 1953.
- (en) avec M.A. Fitzsimons, The Catholic Church in World Affairs, University of Notre Dame Press, 1954, 420 p.
- (en) « Totalitarianism as Political Religion », in Carl Joachim Friedrich (éd.), Totalitarianism, New York, Grosset & Dunlap, 1964.